# Primera División Uruguaya 1921
Il campionato era composto da dodici squadre e il Peñarol vinse il campionato.

## Classifica finale
| Pos. | Squadra              | G  | V  | N | P  | GF | GS | Punti |
| ---- | -------------------- | -- | -- | - | -- | -- | -- | ----- |
| 1    | Peñarol              | 22 | 18 | 3 | 1  | 56 | 12 | 39    |
| 2    | Nacional             | 22 | 16 | 5 | 1  | 52 | 10 | 37    |
| 3    | Universal            | 22 | 13 | 5 | 4  | 37 | 14 | 31    |
| 4    | Montevideo Wanderers | 22 | 13 | 4 | 5  | 26 | 11 | 30    |
| 5    | Belgrano             | 22 | 8  | 6 | 8  | 24 | 27 | 22    |
| 6    | Lito                 | 22 | 8  | 5 | 9  | 25 | 28 | 21    |
| 7    | Liverpool            | 22 | 7  | 2 | 13 | 18 | 18 | 16    |
| 8    | Central              | 22 | 5  | 5 | 12 | 14 | 25 | 15    |
| 9    | Charley              | 22 | 5  | 4 | 13 | 13 | 32 | 14    |
| 10   | Uruguay Onward       | 22 | 6  | 2 | 14 | 12 | 42 | 14    |
| 11   | Dublin               | 22 | 5  | 3 | 14 | 11 | 41 | 13    |
| 12   | Reformers            | 22 | 4  | 4 | 14 | 12 | 40 | 12    |

G = Partite giocate; V = Vittorie; N = Nulle/Pareggi; P = Perse; GF = Goal fatti; GS = Goal subiti; 